# In viaggio (Fabio Concato)
In viaggio è un album del cantautore italiano Fabio Concato, pubblicato dall'etichetta discografica Mercury con distribuzione PolyGram nel 1992.
Tutti i brani sono stati interamente composti dallo stesso interprete, ad eccezione di Canzone di Laura, il cui testo è firmato da Pino Daniele.

## Tracce

### Lato A
1. La mia macchina
2. Giulia
3. È festa
4. Quando non ci sarai
5. Provaci tu

### Lato B
1. Poveri noi
2. In trattoria
3. Il caffettino caldo
4. Canzone di Laura
5. Provaci tu (Strumentale)

## Formazione
- Fabio Concato – voce
- Massimo Luca – chitarra
- Vince Tempera – tastiera, pianoforte
- Ellade Bandini – batteria
- Massimo Moriconi – basso
- Naco – percussioni
- Paolo Costa – basso
- Lele Melotti – batteria
- Claudio Pascoli – sassofono tenore

## Classifiche

### Classifiche settimanali
| Classifica (1992) | Posizione massima |
| ----------------- | ----------------- |
| Italia            | 8                 |